# 한일 해저 터널

한일 해저 터널의 구상 경로. 총연장은 A, B, C 각각 209 km, 217 km, 231 km이며, 해저 부분을 통과하는 길이는 각각 145 km, 141 km, 128 km이다.

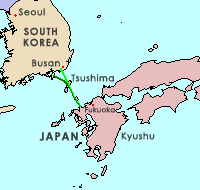
영어로 된 한일 해저 터널의 지도. 연두색은 부산광역시 ~ 쓰시마섬 ~ 규슈 사이의 구간을, 진녹색은 거제시 ~ 쓰시마섬 ~ 규슈 사이의 구간을 가진 경로 구상이다.

한일 해저 터널(韓日海底 - , 영어: Korea-Japan Undersea Tunnel)은 쓰시마섬과 이키섬을 경유해 너비 최소 128 km의 대한해협을 지하로 관통하여 대한민국과 일본을 육로로 연결하는 해저 터널 구상이다. 일본에서는 일한 터널(일본어: 日韓トンネル 닛칸톤네루[*])이라고 표기한다.
길이 200 km가 넘는 한일 해저 터널 구상이 실현되면 양국 사이에 하루 20,000여 명의 사람들과 화물이 육로로 오갈 수 있을 것으로 예상되고 있다.

## 역사

### 제2차 세계 대전 이전
한일 해저 터널에 대한 최초의 구상은 1917년 고이소 구니아키가 제안했다. 초기의 제안은 1930년대 후반에 대동아 종관 철도(일본어: 大東亜縦貫鉄道) 계획의 일부로 구상되었다. 1938년 일본 제국 체신성은 대한해협에서 해저 지질조사를 계획했다. 제2차 세계 대전 당시 일본 제국 정부는 한일 해저 터널을 통해 한반도 및 아시아 대륙을 일본과 연결하기 위한 계획을 계속 추진했다.
1939년, 일본 제국을 같은 추축국인 나치 독일과 연결하기 위한 유라시아 횡단 철도 계획과 함께, 쓰시마섬을 경유해 한반도와 일본 열도를 연결하는 해저 터널의 건설이 제안되었다. 한일 해저 터널을 통한 육로 연결은 태평양 전쟁으로 위험해진 유럽과의 교역에서 안전을 보장할 것이라는 주장이 이루어졌다. 얼마 지나지 않아 일본 정부는 현재의 부산광역시~시모노세키시 구간에서 한반도와 일본 열도를 연결하는 해저 터널에 대한 연구를 진행했다. 1941년부터 한일 해저 터널 계획이 진지하게 고려되기 시작했다.
1941년에 쓰시마섬에서 지질조사가 진행되어, 규슈 방향으로 약 600 미터 길이의 시험 굴착이 이루어졌다. 1942년 8월경 남만주철도주식회사는 만주국에서 싱가포르까지 연결되는 8,000 km 길이의 철도망을 구상했다. 이에 대해, 일본은 한반도를 거쳐 일본과 연결될 아시아의 철도망을 위해 여러 개의 다리와, 혼슈와 규슈 사이의 간몬 터널을 건설했다. 철도, 다리, 터널에 대한 예비 작업이 남일본 지역에서 시작되었지만, 제2차 세계 대전으로 인한 국가 경제와 기반 시설의 붕괴로 계획은 수년 간 중단되었다. 1943년 이후 물자, 인력, 교통이 점차 부족해지자 일본 제국은 아시아 철도망 계획을 취소하고, 미군의 상륙으로부터 일본 본토를 방어하는데 온 힘을 기울였다. 이에 대한 토지 계획 조직은 1943년에 활동을 중단했고, 직원들은 일본 내무성으로 재배치되었다.

### 제2차 세계 대전 이후
제2차 세계 대전 이후 한일 해저 터널 구상은 대한민국과 일본 양국에서 여러 차례 논의되었다. 양국의 지도자들도 여러 차례 한일 해저 터널의 건설을 주장했다. 1980년대부터 일본의 연구 단체가 한일 해저 터널의 가능 경로를 심층적으로 연구하기 시작했다. 1988년에 일본의 연구진이 대한민국의 기업을 통해 거제도 인근 해역의 지질조사를 의뢰했다. (* 거제도의 지질에 대해서는 거제시의 지질 문서를 참조할 것.)
노태우 대통령과 김대중 대통령은 공개적으로 한일 해저 터널 구상을 지지했다. 2000년 9월, 김대중 대통령은 일본을 유럽과 연결할 수 있는 구상에 대한 검토가 이루어져야 한다고 언급했다. 김대중 대통령의 이 발언은 모리 요시로 총리와의 정상 회담에서 나왔다. 그 다음 달 모리 총리는 서울특별시에서 개최된 아시아 유럽 정상회의에서 한일 해저 터널 구상을 다시 제안했다. 하지만 본격적인 계획으로 이어지기 전에 논의가 중단되었다.
2002년, 대한민국 건설교통부는 한일 해저 터널의 실현 가능성을 검토하기 위해 세 곳의 연구기관에 연구를 의뢰했다. 같은 해 일본의 전문가들은 한일 해저 터널의 건설에 15년이 소요되며 770억 미국 달러가 들 것으로 추정했다. 당시 남북 관계가 완화되면서 한일 해저 터널의 추진력을 주었다. 대한민국과 조선민주주의인민공화국은 서울특별시에서 평양직할시를 거쳐 신의주시까지 이어지는 철도와 도로 연결에 합의했다. 신의주시에서 압록강을 건너 중국과 러시아의 철도로, 그리고 유럽의 철도로도 연결될 수 있다.
2002년 9월, 5명의 일본 대표단이 경상남도에 방문하여 김혁규 도지사와 한일 해저 터널 구상에 대해 논의했다. 일본 자유민주당의 노자와 다이조 의원이 일본 대표단을 이끌었다. 일본의 토목건설 사업에서 주요 역할을 맡은 노자와 의원은 이 방한 도중 거제도에 방문했다. 같은 달 러시아 외무차관도 한일 해저 터널 구상에 대해 발언하면서 미래에는 가능할 것이라고 언급했다.
일본의 후쿠다 야스오 총리도 한일 해저 터널 구상에 대해 언급했다. 하토야마 유키오 총리는 2009년 10월 서울특별시에 방문하여 한일 해저 터널 구상에 대해 논의했다. 이 회담에서 대한민국과 일본 양국의 조사단이 2010년 1월에 합동 위원회를 구성할 것이라는 발표가 이루어졌다. 하토야마 총리는 방한 전에 유엔 총회에서 최근 일본의 변화가 일본이 세계의 '다리' 역할을 하도록 이끌 것이라고 발언했다. 하토야마 총리는 유럽 연합과 비슷한 동아시아 공동체를 꿈꿨으며 한일 해저 터널은 대한민국과 일본 양국의 단결을 도와줄 것이라고 말했다

2021년 2월, 국민의힘의 김종인 대표가 한일 해저 터널 구상을 지지한다고 발언했다.

## 건설 제안
제2차 세계 대전 이후 한일 해저 터널 구상의 초기 단계에서는 한국철도공사 철도의 부산광역시 부분에서 시작해서 대한해협의 4개 섬을 거쳐 후쿠오카시의 산요 신칸센 철도까지 연결한다는 제안이 이루어졌다. 1988년부터 일본 규슈 사가현 가라쓰시를 지나는 3가지 경로가 제안되고 있다. 이 3가지 경로 중 하나는 부산광역시에서, 나머지 둘은 거제시에서 시작해 쓰시마섬과 이키섬을 지난다. 대한해협을 관통하는 3가지 경로의 총연장은 209 ~ 231 킬로미터이다.
부산광역시에서 가라쓰시까지 도로 및 철도 모두를 건설한다는 구상도 제안되었으며, 이 구상은 부산광역시에서 쓰시마섬까지 68 km 길이의 해저 터널로, 쓰시마섬에서 60 km 길이의 터널로, 이키섬을 지나 가라쓰시까지 다리로 연결하게 되고, 건설 비용은 10조 ~ 15조 엔으로 추산된다.
창원시에서 거제시까지 이어지는 터널을 다시 한일 해저 터널으로 이어지게 하는 구상도 고려되고 있다. 터널의 구조로는 채널 터널처럼 두 개의 철도 터널 사이에 비상 대피 터널이 있는 구조나, 도로와 철도 모두가 한 터널 안에 들어간 구조가 모두 제안된다.

## 기대 효과와 예상 비용
한일 해저 터널은 여객 운송에 서울특별시에서 철도로 오사카시까지 5시간 만에, 도쿄도까지 7시간 만에 갈 수 있게 하는 효과를 줄 것으로 예상된다. 이는 한일 해저 터널이 한반도의 관문이 됨으로써 대한민국의 관광이 부흥할 수 있는 기회를 제공하게 되는 것이다.
2002년 일본에서 진행된 연구에서는 한일 해저 터널을 통한 육로 운송비가 해상 운송비의 4분의 1밖에 되지 않을 것이며, 유라시아 대륙으로 연결되면 일본에서 유럽에 가는 것이 해상 운송보다 20일은 더 적게 걸릴 것이라고 추정했다.
다른 연구들에서는 한일 해저 터널이 논쟁의 대상이 되고 있다. 조선일보는 2007년에 한일 해저 터널의 건설 비용을 60조 ~ 100조 원으로, 건설 기간을 15 ~ 20년으로 추정했다. 이는 영국과 프랑스 사이의 채널 터널 건설 비용의 5배, 건설 기간의 3배가 된다. 대한민국에서는 일본만 아시아 대륙으로 경제적, 정치적 영향력을 확장하고, 대한민국은 얻을 것이 없다는 주장 또한 제기되고 있다.
2011년 대한민국 국토해양부는 한국교통연구원의 연구를 통해 한일 해저 터널 구상의 경제성이 없다고 발표했다. 한국교통연구원의 연구에서는 한일 해저 터널의 건설 비용이 약 100조 원으로, 경제성이 없을 것으로 추정했다.

## 같이 보기
- 사할린-홋카이도 터널
- 아시아 횡단 철도
- 제주 해저 터널
- 한국고속철도
- 한일 관계
- 한중 해저 터널
- 베링 해협 해저 터널 구상
- 거제시의 지질
- 부산광역시의 지질